# Миланский троллейбус

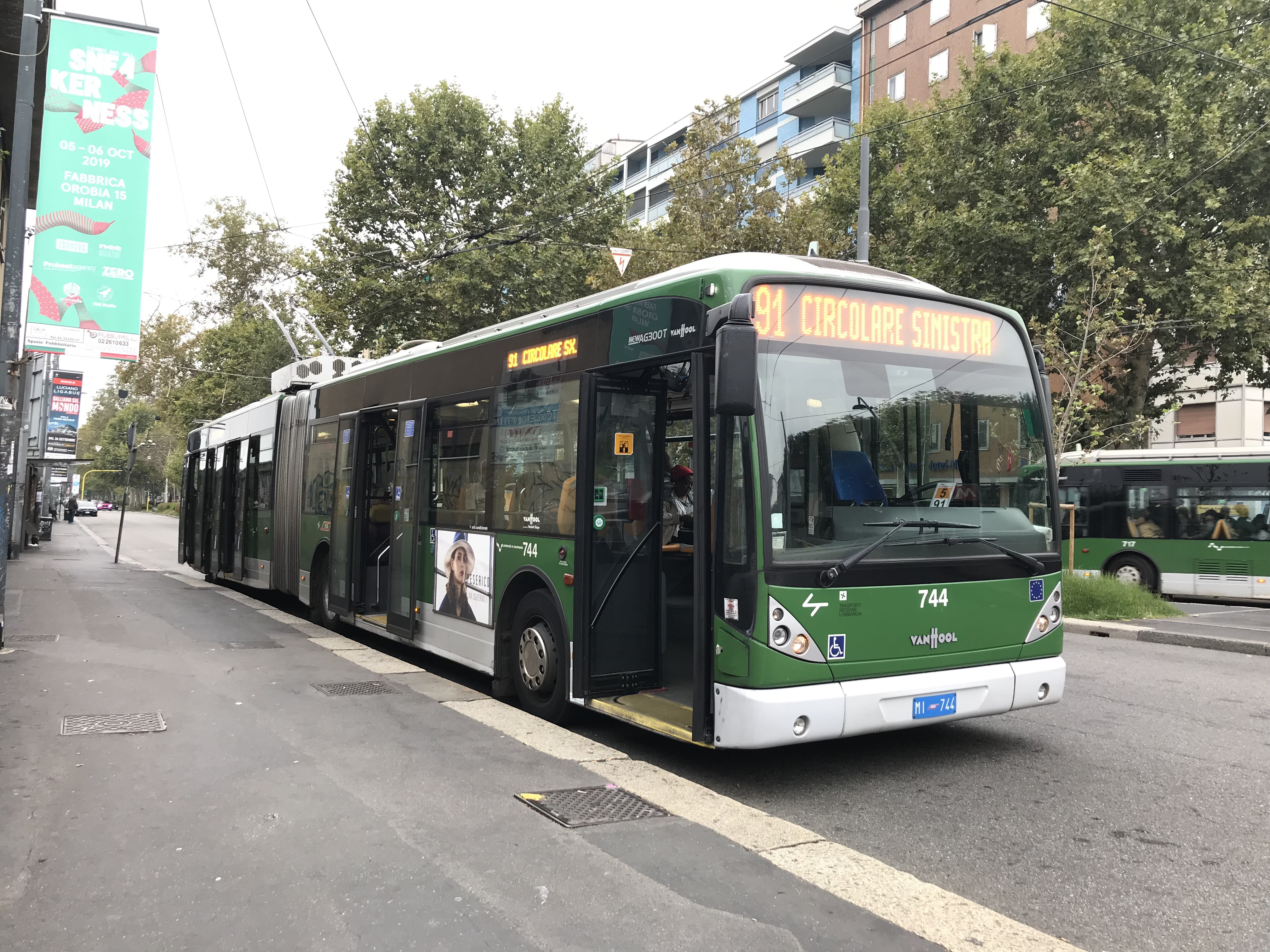
Сочленённый троллейбус Van Hool AG300T на маршруте № 91

Миланский троллейбус — один из видов общественного в Милане, втором по величине городе Италии. Троллейбусное движение в городе открылось в 1933 году.
В Милане 4 троллейбусных маршрута. Троллейбусная сеть Милана одна из крупнейших в Западной Европе, а по количеству подвижного состава занимает первое место. Она представляет собой кольцо вокруг центра города с несколькими ответвлениями в сторону окраин.

## Маршруты
По состоянию на 2024 г. в Милане работают 4 троллейбусных маршрута;
№ 90. Бульвар Изонцо — пл. Лотто — Бульвар Изонцо (кольцевой, против часовой стрелки);

№ 91. Бульвар Изонцо — пл. Лотто — Бульвар Изонцо (кольцевой, по часовой стрелке);

№ 92. Бульвар Изонцо — Ж/д станция Бовиза (Политехнический институт);

№ 93. Бульвар Омеро — Ж/д станция Ламбрате.
Кольцевые маршруты № 90 и № 91 работают круглосуточно.

## Подвижной состав

### Текущий подвижной состав
В настоящее время на 4 маршрутах работают 135 сочленённых троллейбусов ("гармошек") следующих моделей:
— Solaris Trollino IV 18 Kiepe — 90 шт. (800—889);
— Van Hool AG300T Kiepe — 45 шт. (700—744).
Все троллейбусы оборудованы системой увеличенного автономного хода, что сводит к минимуму их простой на линии в случае обрыва контактной сети.

### Исторический подвижной состав
В последние годы до полной замены подвижного состава на низкопольные троллейбусы с автономным ходом на маршрутах использовались троллейбусы следующих марок.
— Socimi 8820 — 28 шт. (921, 923, 928—930, 932—934, 938—940, 942—945, 947, 949, 952—970);
— Socimi 8843 — 23 шт. (101—103, 107—113, 114—118, 120—125, 129—131);
— Irisbus Cristalis ETB 18 — 10 шт. (400—409);
— Bredabus 4001.18 — 14 шт. (201—232);
— Autodromo BusOtto 18 ÜL MAN ADTranz — 2 шт. (302 и 307).
Во второй половине XX века на маршрутах 90 и 91 использовали праворульные троллейбусы Fiat 2472 Viberti CGE.

## Троллейбусные депо
В Милане 2 троллейбусных депо. Центральное троллейбусное депо "Молизе" (deposito Molise) находится в юго-восточной части города по адресу: viale Molise, 60. Также часть троллейбусов базируется в автобусно-троллейбусном депо "Новара" (deposito Novara), находящимся в западной части города по адресу: via Novara, 41. Однако весь крупный м средний ремонт, а также техобслуживание производятся в депо "Молизе".